# 군사경찰특수임무대
군사경찰 특수임무대 또는 SDT(Special Duty Team), SGT(Special guard team)는 대한민국 국군 군사경찰 산하 특수임무대이다.

## 개요
과거 군사경찰을 헌병이라고 명명할 당시에는 헌병특별경호대라는 명칭을 사용하였다.
군사경찰특수임무대는 군에서 대테러 초동조치, 대테러 특수임무, 요인경호, 무장 탈영병 체포, 일반재난구조 임무 등을 수행하는 군사경찰부대이다. 현장에서는 특임대라고 짧게 줄여서 부른다.
육군본부 군사경찰대 내부에 특별경호대가 1977년 12월 창설되었고, 2007년 10월 1일 재난구조 임무를 부여 받아 현재의 특수임무대로 명칭이 변경되었다.
현재 대한민국 육군, 해군, 공군 그리고 해병대가 휘하에 별도 군사경찰 특수임무대를 운영하고 있다.

## 역할
특임대는 일반적으로 초동조치 임무를 수행하지만 필요에 따라 직접 진압을 하기도 하므로, 지원 시 많은 테스트를 거치며 대원이 된 이후에도 다양하고 강도 높은 훈련이 이뤄진다. 대원들은 체력단련, 격투술 등과 함께 각종 대테러 전술과 폭파, 저격수 교육, 레펠 강하 등의 기술을 훈련 받게 된다.

## 계보
- 대한민국 육군본부 헌벙대대 특별경호대 (1977년 12월 15일~2007년 10월 1일)
- 대한민국 육군본부 군사경찰대대 특수임무대 (2007년 10월 1일~현재)